# 스티브 잡스 시어터
스티브 잡스 시어터(영어: Steve Jobs Theater)는 미국 캘리포니아 쿠퍼티노 애플 파크에 위치한 지하 강당 및 복합 단지이다. 애플의 공동 창립자이자 전 CEO인 스티브 잡스의 이름을 따서 명명되었고, 이 곳은 애플 파크에서 가장 높은 곳에 위치해있다. 이 강당은 애플의 제품 출시와 기자 회견을 위한 장소로써 사용되고, 1,000명을 수용할 수 있다.

## 역사
2013년 10월 15일, 쿠퍼티노 의회는 애플 파크 계획에 대한 내용을 만장일치로 승인했다. 이에 건설 부지를 마련하기 위해 철거 작업을 진행했다.
2017년 2월 22일, 지하 강당의 명칭을 "Steve Jobs Theater"로 명명할 예정임을 발표했다.
2017년 9월 12일, 애플 미디어 이벤트를 통해 새로 완공된 극장을 개장 및 공개했다. 이 이벤트에서 애플 워치 시리즈 3, 애플 티비 4K, 아이폰 8과 8 플러스, 아이폰 X가 발표되었다.